# 김혜림 (바둑 기사)
김혜림(金惠臨, 1992년 4월 19일 ~ )은 대한민국의 여자 바둑 기사이다. 2009년에 입단했으며, 각종 기전 출전과 대중적인 바둑 보급 활동을 하고 있다. 남편 김진훈도 프로 바둑 기사이다.

## 약력
장수영바둑도장 출신으로 2007년과 2008년 제32기, 제33기 아마 여류국수전에서 우승했다. 2009년 연구생 내신을 통해 프로에 입단했고 제15기 가그린배 프로여류국수전 본선에 진출했다. 2010년 제16기 가그린배 프로여류국수전 준결승과 2011년 제1기 KC&A배 신인왕전 본선에 올랐다. 2012년 2단으로 승단했으며 2013년 문도원과 B-Harmony를 결성하고 성탄절 노래 ‘설레는 겨울’을 제작했다. 2014년 이다혜, 문도원, 배윤진 등의 바둑 기사와 함께 ‘꽃보다 바둑센터’를 공동 창립했다. 2015년 제17기 여류명인전 본선에 진출했다. 2018년 5월, 3단으로 승단했다.